# Encephalartos umbeluziensis
Encephalartos umbeluziensis es una especie de Cycadopsida del género Encephalartos, de la familia Zamiaceae, del orden Cycadales.

## Distribución
Encephalartos umbeluziensis se distribuye por Mozambique, Swaziland.

## Taxonomía
Fue descrita científicamente por R.A.Dyer. Fue publicado por primera vez en R.A.Dyer. In: Fl. Pl. Africa 28: pl. 1100. (1951).